# Ауди A6 е-трон
„Ауди A6 е-трон“ (Audi A6 e-tron) е модел електрически автомобили от висок среден клас (сегмент E) на германската марка „Ауди“, произвеждан от 2024 година в Германия и Китай.
Това е първият модел, базиран е на платформата PPE, предназначена за по-големите електрически модели на „Ауди“ и „Порше“.